# Utjecaj pandemije COVID-19 na okoliš
Svjetski poremećaj uzrokovan pandemijom koronavirusa rezultirao je brojnim utjecajima na okoliš i klimu. Globalno smanjenje modernih ljudskih aktivnosti, poput značajnog pada planiranih putovanja, nazvano je antropauzom i prouzročila je da mnoge regije dožive velik pad zagađenja zraka. U Kini su izolacija i druge mjere rezultirale 25-postotnim smanjenjem emisije stakleničkih plinova i smanjenjem emisije dušikovih oksida za 50 posto, za koje je jedan znanstvenik procijenio da su tijekom dva mjeseca moguće spašeno najmanje 77 000 života. Drugi pozitivni učinci na okoliš obuhvaćaju ulaganja prema održivom razvoju i drugih ciljeva koji se odnose na zaštitu okoliša kao što je prijedlog Europske unije za semogodišnji budžet od 1 bilijun € te plan za oporavak  "Next Generation EU " od 750 milijardi eura kojim se 25% potrošnje EU želi rezervirati za klimatski prihvatljive izdatke.
Međutim, izbijanje je također osiguralo ilegalne aktivnosti poput krčenja Amazonske prašume i krivolova u Africi, koje ometaju napore u okolišnoj diplomaciji i stvorilo ekonomske posljedice za koje neki predviđaju da će usporiti ulaganje u tehnologije zelene energije.

## Pozadina
Do 2020. godine, povećanje količine stakleničkih plinova proizvedenih od početka ere industrijalizacije uzrokovalo je porast prosječnih globalnih temperatura na Zemlji uzrokovalo učinke koje uključuju topljenje ledenjaka i porast razine mora. U različitim oblicima ljudska je aktivnost prouzročila degradaciju okoliša. Prije pandemije koronaviruda, mjere koje su se trebale preporučiti zdravstvenim vlastima u slučaju pandemije uključivale su karantene i socijalno distanciranje.
Neovisno, također prije pandemije COVID-19, istraživači su tvrdili da bi smanjena gospodarska aktivnost pomogla smanjiti globalno zagrijavanje, kao i onečišćenje zraka i mora, omogućujući okolišu da polako procvjeta. Ovaj je učinak primijećen nakon prošlih pandemija u Euroaziji 14. stoljeća te Sjevernoj i Južnoj Americi 16. – 17. Stoljeća.
Istraživači i dužnosnici također su pozvali na zaštitu biološke raznolikosti koja bi bila dio strategija oporavka od COVID-19.

## Kvaliteta zraka
Zbog utjecaja izbijanja koronavirusa na putovanja i industriju, mnoge su regije i planet kao cjelina doživjeli pad zagađenja zraka. Smanjivanje onečišćenja zraka može smanjiti i klimatske promjene i rizike od bolesti COVID-19 ali još uvijek nije jasno koje su vrste onečišćenja zraka (ako postoje) uobičajeni rizici i za klimatske promjene i za COVID-19. Centar za istraživanje energije i čistog zraka izvijestio je da su metode suzbijanja širenja koronavirusa, poput karantene i zabrane putovanja, rezultirale 25-postotnim smanjenjem emisije stakleničkih plinova u Kini. U prvom mjesecu izolacije Kina je proizvela približno 200 milijuna manje metričkih tona ugljičnog dioksida u odnosu na isto razdoblje 2019. zbog smanjenja zračnog prometa, prerade nafte i potrošnje ugljena. Jedan znanstvenik za zemaljske sustave procijenio je da je ovo smanjenje moglo spasiti najmanje 77,000 života.  Međutim, Sarah Ladislaw iz Centra za strateške i međunarodne studije ustvrdila je da smanjenje emisija zbog ekonomskog pada ne treba smatrati korisnim, navodeći da se kineski pokušaji povratka na prethodne stope rasta usred trgovinskih ratova i poremećaja u lancu opskrbe na energetskom tržištu pogoršat će njegov utjecaj na okoliš. Između 1. siječnja i 11. ožujka 2020. godine, Europska svemirska agencija primijetila je značajan pad emisije dušikovog oksida iz automobila, elektrana i tvornica u regiji doline rijeke Po u sjevernoj Italiji, što se podudaralo s mjerama izolacije u regiji.
NASA i ESA pratile su kako su plinovi dušičnog dioksida značajno opali tijekom početne kineske faze pandemije COVID-19. Ekonomsko usporavanje zbog pandemije drastično je smanjilo razinu onečišćenja, posebno u gradovima poput Wuhana u Kini za 25-40%. NASA koristi instrument za nadzor ozona (OMI) za analizu i promatranje ozonskog sloja i onečišćujućih tvari kao što su NO2, aerosoli i drugi. Ovaj je instrument pomogao NASA-i da obradi i protumači podatke koji dolaze zbog svjetskih zaključavanja. Prema NASA-inim znanstvenicima, pad zagađenja NO2 započeo je u kineskom Wuhanu i polako se proširio na ostatak svijeta. Pad je također bio vrlo drastičan jer se virus poklapao s istim doba godine kao i proslava lunarne godine u Kini. Tijekom ovog festivala, tvornice i tvrtke zatvorene su posljednjeg tjedna u siječnju radi proslave lunarne godine. Pad NO2 u Kini nije postigao kakvoću zraka prema standardu koji su zdravstvene vlasti smatrale prihvatljivim. Ostale onečišćujuće tvari u zraku, poput emisije aerosola su ostale.
Zajedničko istraživanje koje su vodili znanstvenici iz Kine i SAD-a procijenilo je da su se emisije dušikovih oksida (NOx = NO + NO2) smanjile za 50% u Istočnoj Kini od 23. siječnja (Wuhanski lockdown) do 9. veljače 2020. u usporedbi s razdobljem od 1. do 22. siječnja 2020. Emisije su se tada povećale za 26% od 10. veljače (dan povratka na posao) do 12. ožujka 2020., što ukazuje na moguće povećanje društveno-ekonomskih aktivnosti nakon što je većina pokrajina dopustila otvaranje poduzeća. Tek treba istražiti koje su kontrolne mjere COVID-19 najučinkovitije u kontroli širenja virusa i najmanje socioekonomskog utjecaja.

## Kvaliteta vode
U Veneciji se voda u kanalima pročistila i doživjela je veći protok vode. Do povećanja bistrine vode došlo je zbog taloženja sedimenta koji je poremećen brodskim prometom, a spomenuto je i smanjenje onečišćenja zraka duž plovnih putova, pa je bilo moguće vidjeti i do dubine od 50 do 60 centimetara, a ponekad i metar ispod površine.

## Divlji život
Cijene ribe i potražnja za ribom smanjile su se zbog pandemije a ribarske flote širom svijeta uglavnom sjede bez posla. Njemački znanstvenik Rainer Froese rekao je da će se biomasa ribe povećati zbog naglog pada ribolova, a predviđao je da bi u europskim vodama neke ribe poput haringe mogle udvostručiti biomasu. Od travnja 2020. znakovi oporavka vode i dalje su uglavnom anegdotalni.
Kako su ljudi ostajali kod kuće zbog izolacije i ograničenja putovanja, neke su životinje primijećene u gradovima. Morske kornjače primijećene su kako polažu jaja na plažama koje su nekad izbjegavale (poput obale Bengalskog zaljeva), zbog smanjene razine ljudskog uplitanja i svjetlosnog zagađenja. U Sjedinjenim Državama fatalni sudari vozila sa životinjama poput jelena, losa, losa, medvjeda, planinskih lavova pali su za 58% tijekom ožujka i travnja.
Zaštitari prirode očekuju da će afričke zemlje doživjeti ogroman porast krivolova. Matt Brown iz Nature Conservancy rekao je da "Kada ljudi nemaju drugu alternativu za zaradu, naše je predviđanje - a to vidimo u Južnoj Africi - da će lov biti povećan za proizvode visoke vrijednosti poput nosorogovog roga i slonovače". S druge strane, Gabon je odlučio zabraniti ljudsku konzumaciju šišmiša i pangolina, kako bi zaustavio širenje zoonotskih bolesti, jer se smatra da se novi koronavirus na te životinje prenio na ljude. U lipnju 2020. Mijanmar je dopustio uzgoj ugroženih životinja kao što su tigrovi, pangolini i slonovi. Stručnjaci strahuju da bi pokušaji zemlje jugoistočne Azije da deregulira lov i uzgoj divljih životinja mogli stvoriti "novi Covid-19".

## Krčenje šuma i pošumljavanje
Prekid pandemije pružio je pokriće ilegalnim operacijama krčenja šuma. To je primijećeno u Brazilu, gdje su satelitske slike pokazale kako je krčenje šuma Amazonske prašume naraslo za preko 50 posto u usporedbi s osnovnim razinama. Nezaposlenost uzrokovana pandemijom COVID-19 olakšala je zapošljavanje radnika za pakistansku kampanju za sadnju 10 milijardi stabala - 10 milijardi stabala je procijenjeni globalni godišnji neto gubitak stabala - u rasponu od 5 godina.

## Emisije stakleničkih plinova
Studija objavljena u svibnju 2020. otkrila je da su dnevne globalne emisije stakleničkih plinova tijekom mjera izolacije početkom travnja pale za 17% i mogle bi dovesti do godišnjeg smanjenja emisije stakleničkih plinova do 7%, što bi bio najveći pad od Drugog svjetskog rata prema istraživačima. Ta smanjenja pripisuju uglavnom smanjenju upotrebe prijevoza i industrijskih aktivnosti. Međutim, primijećeno je da bi povratak mogao smanjite smanjenje emisija zbog ograničenijih industrijskih aktivnosti. Unatoč tome, društveni pomaci uzrokovani zaustavljanjem koronavirusa - poput raširenog rada na daljinu, usvajanja politika rada na daljinu i upotrebe tehnologije virtualnih konferencija - mogu imati trajniji učinak izvan kratkoročnog smanjenja upotrebe prijevoza. Unatoč tome, koncentracija ugljičnog dioksida u atmosferi bila je najviša ikad zabilježena u ljudskoj povijesti u svibnju 2020. Stručnjak za energetiku i klimu Constantine Samaras navodi da je "pandemija najgori mogući način smanjenja emisija" te da je "tehnološka promjena, ponašanje i strukturne promjene najbolji i jedini način smanjenja emisija". Zhu Liu sa Sveučilišta Tsinghua pojašnjava da bi "tek kad bismo smanjili emisije čak i duže od toga, mogli vidjeti pad koncentracija u atmosferi". Svjetska potražnja za fosilnim gorivima smanjila se za gotovo 10% zbog mjera protiv koronavirusa, a navodno mnogi energetski ekonomisti vjeruju da se možda neće oporaviti od krize.
U studiji objavljenoj u kolovozu 2020., znanstvenici procjenjuju da su se globalne emisije NOx smanjile za čak 30% u travnju, ali su nadoknađene smanjenjem ~20% globalnih emisija SO2 što slabi učinak hlađenja i zaključuju da izravan učinak reakcije na pandemiju na globalno zatopljenje vjerojatno će biti zanemariv, s procijenjenim hlađenjem od oko 0,01 ± 0,005 °C do 2030. godine u usporedbi s osnovnim scenarijem, ali s neizravnim učincima zbog gospodarskog oporavka prilagođenog poticanju zelene ekonomije, poput smanjenja fosilnih goriva ulaganja, mogao bi izbjeći buduće zagrijavanje od 0,3 °C do 2050. Studija pokazuje da su sustavne promjene u načinu na koji se čovječanstvo napaja i hrani potrebne za značajan utjecaj na globalno zagrijavanje.

## Maloprodaja i proizvodnja hrane
Mali poljoprivrednici prihvaćaju digitalne tehnologije kao način izravne prodaje proizvoda, a poljoprivreda i sustavi isporuke s izravnom prodajom uz potporu zajednice rastu. Ovim metodama pogodovale su manjim mrežnim prodavaonicama prehrambenih proizvoda koje pretežno prodaju organsku i više domaću hranu i mogu imati pozitivan utjecaj na okoliš zbog potrošača koji radije primaju dostavu, a ne putuju automobilom do trgovine. Internetska kupnja namirnica znatno je porasla tijekom pandemije.
Dok su emisije stakleničkih plinova padale tijekom pandemije, emisije metana iz stoke nastavile su rasti. Metan je snažniji staklenički plin od ugljičnog dioksida.

## Smeće
Kao posljedica korištenja jednokratnih maski za lice, značajan broj maski odbačen je u prirodnom okolišu, dodajući svjetski teret plastičnog otpada. Tijekom pandemije COVID-19, potražnja za plastikom za medicinskom upotrebom znatno se povećala u nekim zemljama. Osim osobne zaštitne opreme (OZO), poput maski i rukavica, značajan porast upotrebe plastike povezan je sa zahtjevima za pakiranje i predmete za jednokratnu upotrebu. Zajedno, ti pomaci u bolnicama i uobičajeni život mogu pogoršati probleme zaštite okoliša kod plastike, koji su već postojali i prije pandemije.

## Psihologija i percepcija rizika
Kaos i negativni učinci pandemije COVID-19 možda su učinili da se katastrofalna budućnost čini manje udaljenom i da je radnja sprečava potrebnijom i razumnijom. Međutim, to može imati i suprotan učinak ako se umovi usredotoče na neposrednija pitanja pandemije, a ne na pitanja ekosustava poput krčenja šuma.

## Utjecaj na praćenje i predviđanje okoliša

### Vremenske prognoze
Europski centar za vremenske prognoze srednjeg dometa (ECMWF) najavio je da bi smanjenje broja letova u svijetu zbog pandemije moglo utjecati na točnost vremenskih prognoza, navodeći upotrebu Aircraft Meteorological Data Relay-a koji koriste komercijalne zrakoplovne kompanije kao sastavni doprinos točnost vremenske prognoze. ECMWF je predvidio da će se pokrivenost AMDAR-om smanjiti za 65% ili više zbog pada komercijalnih letova.

### Smanjivanje seizmičke buke
Seizmolozi su izvijestili da su karantena, zaključavanje i druge mjere za ublažavanje COVID-19 rezultirale srednjim globalnim smanjenjem visokofrekventne seizmičke buke od 50%. Ova studija izvještava da je smanjenje buke rezultat kombinacije čimbenika, uključujući smanjeni promet/transport, nižu industrijsku aktivnost i slabiju gospodarsku aktivnost. Smanjenje seizmičke buke primijećeno je na obje udaljene seizmičke nadzorne stanice i na senzorima bušotina instaliranim nekoliko stotina metara ispod zemlje. Studija navodi da smanjena razina buke može omogućiti bolje praćenje i otkrivanje prirodnih seizmičkih izvora, poput potresa i vulkanske aktivnosti.